# Gabrovo (obchtina)
Gabrovo (bulgare : Габрово) est une obchtina de l'oblast de Gabrovo en Bulgarie.